# Телескоп Джеймса Кларка Максвелла
Телескоп Джеймса Кларка Максвелла (англ. James Clerk Maxwell Telescope или JCMT) — инфракрасный телескоп с диаметром главного зеркала 15 метров. Название дано в честь Джеймса Кларка Максвелла (1831—1879) — создателя электромагнитной теории света и одно из основателей современной физики и техники. Находится на высоте 4200 метров над уровнем моря, на горе Мауна-Кеа, Гавайи, США.
Телескоп Джеймса Кларка Максвелла — крупнейший астрономический телескоп в мире предназначенный специально для
работы в субмиллиметровом диапазоне (0,3—2 мм, между инфракрасными и микроволновыми частями электромагнитного спектра). Телескоп используется для изучения Солнечной Системы, межзвёздной пыли и газа, и дальних галактик.
Главное 15-метровое зеркало телескопа изготовлено в 1987 году из 276 отдельных алюминиевых фрагментов. Даже в рабочем положении, зеркало телескопа закрыто полотном гортекса — специальной водостойкой ткани, на 97 % прозрачной для субмиллиметровых волн. Благодаря защитной мембране телескоп может быть использован в том числе и днём для визуализации внутренних планет Солнечной системы и даже самого Солнца.

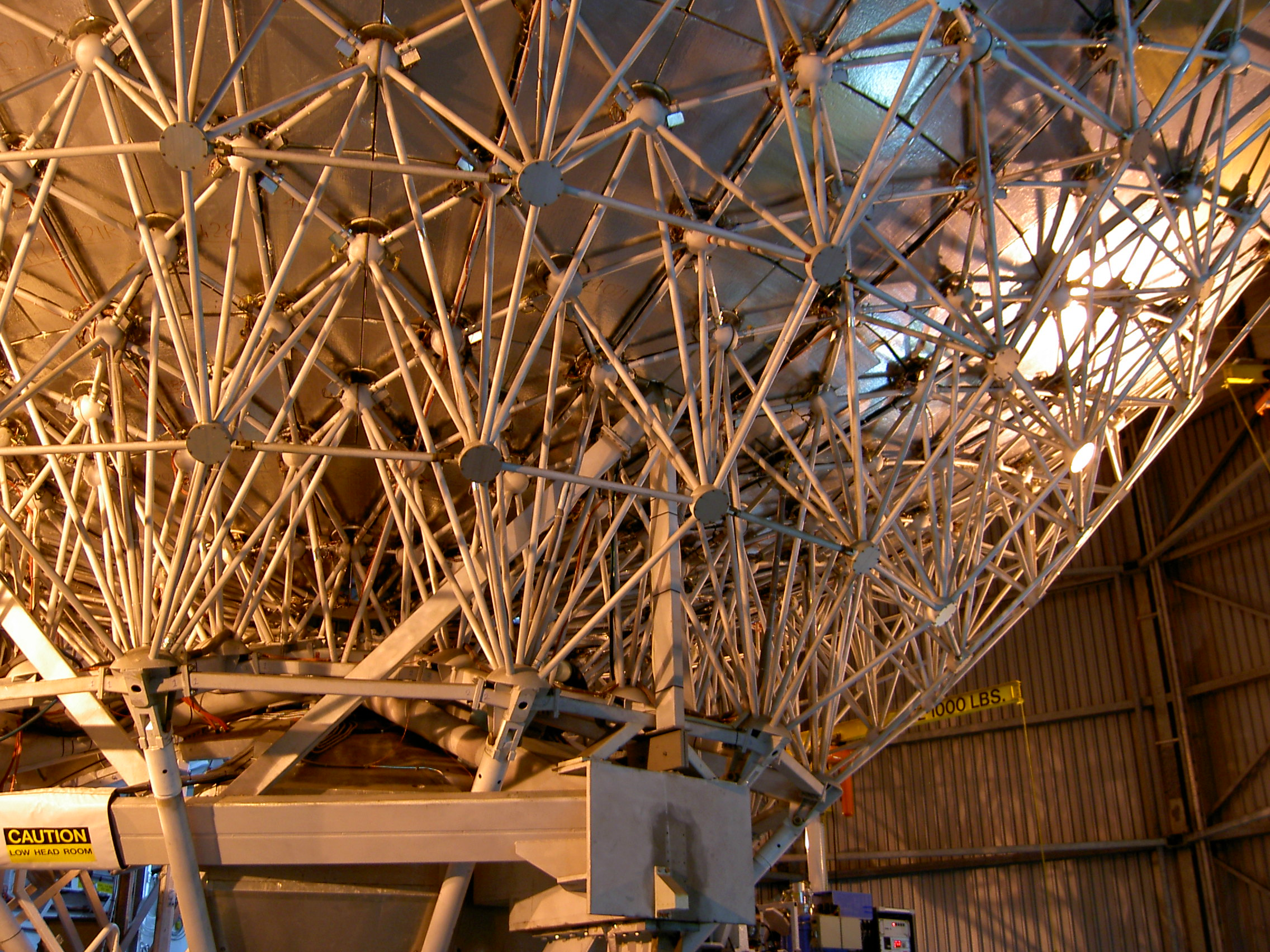
Главное зеркало телескопа. Вид снизу.

Для каждого окна прозрачности атмосферы данный телескоп обладает особой приёмной аппаратурой, охлаждаемой во время работы до 4° Кельвина (−269° по Цельсию). Охлаждение выполняется для погашения её собственного излучения и шума в рабочем диапазоне телескопа.
Приёмники Телескопа Джеймса Кларка Максвелла включают в себя гетеродинные (для регистрации узких молекулярных линий, что позволяет изучать распределение и динамику молекул в космосе) и неизбирательные, или детекторы непрерывного спектра (для регистрации излучения межзвёздной пыли и позволяют изучать её распределение, температуру, массу и другие свойства). Также в своём составе он содержит поляриметры, позволяющие определять силу и направлении магнитных полей в изучаемых областях Вселенной.
Входит в состав субмиллиметровой Радиотелескопической Обсерватории Калифорнийского Технологического Института в составе Обсерватории Мауна-Кеа.
Радиотелескопическая обсерватория вместе с обсерваторией Мауна-Кеа создают первый субмиллиметровый интерферометр. Этот эксперимент был успешно осуществлён также благодаря приобретению и построению интерферометров различной длины волн.
С помощью телескопа JCMT впервые в кометах кроме тяжёлой воды были обнаружены цианистые соединения, содержащие тяжёлый водород. Также впервые было определено отношение изотопов азота 14N/15N.